# FC Kupiškis
FC Kupiškis war ein litauischer Fußballverein aus Kupiškis.

## Geschichte
Der Verein wurde 2017 unter dem Namen Kupiškis gegründet. Der Verein spielt derzeit in der 1 Lyga ab 2018.

## Erfolge
- 13. Platz 1 Lyga: 2018

## Saisons
| Saisons | Div. | Līga       | Platz | Einzelnachweise   |
| ------- | ---- | ---------- | ----- | ----------------- |
| 2018    | 2.   | Pirma lyga | 13.   | [ 1 ]             |
| 2019    | 2.   | Pirma lyga | 10.   | [ 2 ] [ 3 ] [ 4 ] |

## Trainer
- Leonardo Iparraguirre (2018);
- Eduards Štrubo (2019)